# Exonym
Exonymer (av klassisk grekiska: ἔξω, éxō, ”yttre”) eller utländska namn är ortnamn och folknamn (gruppen i sig eller individer ur gruppen) på eller från ett för vederbörande främmande språk, till exempel lapp jämte same (av sydsamiska: saemie) eller finsk jämte finskans suomi, likaså finskans ruotsi jämte svensk. I grövre betydelse kallas även språkliga biformer av samma etymologiska namn för exonym, såsom svenskans Tyskland jämte tyskans Deutschland eller Vitryssland jämte Belarus (av belarusiska: Bjelarus).
Meningen med exonymer är i hög grad att underlätta uttal som kan vara svårt att hantera i originalspråken.

## Bruk
Termen, som används inom ortnamnsforskningen, introducerades av den franske geografen Marcel Aurousseau på 1950-talet (Rostvik 1987). Exonymers motsats är endonymer, termen för lokala, officiella ortnamn. Exempel på svenska exonymer är "Kanarieöarna" för spanskans Islas Canarias och "Köpenhamn" för danskans København. Utländska exonymer för platser i Sverige är exempelvis finskans Tukholma, latinets "Dalecarlia", engelskans "Gothenburg", latinets och engelskans "Scania" och isländskans "Vænir" för Stockholm, Dalarna, Göteborg, Skåne respektive Vänern.
Det finns mellanting mellan exonymer och endonymer, namn som förut var endonymer, som använts av ett språk som trängts undan från ett område. Sådana kan vara politiskt känsliga och antyda krav på territorier. Exempelvis finns en stor mängd tyska namn på orter i Polen och Tjeckien.
Man kan dela in exonymerna i tre olika grupper språkmässigt: Översättningar, lån och anpassningar (Mattisson 1993). Till exempel är "Kapstaden" en översättning av Kaapstad eller Cape Town, "Florens" är ett lån från tyskan för den italienska staden Firenze och "Själland" är en svensk anpassning av den danska stavningen Sjælland. Anpassningar förekommer för stora mängder ortnamn när originalspråket har bokstäver som inte finns på tangentbordet för språket som ska nämna ortnamnet, exempelvis "Wroclaw" för polska Wrocław. För språk med andra alfabet används translittereringar, såsom "Plovdiv" för bulgariska Пловдив. Dessutom finns ett antal exonymer som saknar eller har oklar förbindelse med endonymen, exempelvis ungerskans "Bécs" för tyskans Wien.
FN:s expertgrupp på geografiska namn (UNGEGN) har definierat exonymer som: "Ett geograﬁskt namn använt i ett visst språk för ett geograﬁskt objekt beläget utanför det område där språket i fråga har ofﬁciell status och avvikande till sin form från det namn som används i det ofﬁciella språket eller de ofﬁciella språken i det område där det geograﬁska objektet är beläget." (Rostvik 1987:281.)
Begreppet exonym används även inom etnologin, där det betecknar namn på folkgrupper som har givits av utomstående, till exempel "lappar". Motsatsen, till exempel "samer", kallas då autonym. 
Exonymer förekommer likaså beträffande historiska personnamn, exempelvis svenskans Ludvig för franskans Louis eller finskans Kaarle Kustaa för svenskans Karl Gustav.